# Vivarium de Meyrin
Le vivarium de Meyrin est un vivarium situé dans la ville de Meyrin, sur le canton de Genève, en Suisse. Il est spécialisé dans les reptiles, les amphibiens et les arachnides.

## Histoire
En 1989, l'obtention d’un permis de construire et d’un droit de superficie est accordée pour construire un vivarium à Meyrin sur un site tout proche de l’aéroport international de Genève. Dans la foulée, a lieu l'organisation d'une grande exposition à Genève avec plus de quatre-vingt mille visiteurs ainsi qu'une présentation de la maquette du futur vivarium.
En juillet 1991, débute la construction du vivarium.
En novembre 1992, le vivarium ouvre au public.
En 2019, le vivarium se dote d'une nouvelle signalétique, d'un nouveau logo ainsi que d'une salle d'accueil réaménagée.

## Accès
Le vivarium est accessible par la ligne 14 et la ligne 18 du tramway de Genève ainsi qu'avec la ligne 57 de l'autobus de Genève avec la station Jardin Alpin-Vivarium.